# Bothynus laticifex
Bothynus laticifex är en skalbaggsart som beskrevs av Hermann Burmeister 1847. Bothynus laticifex ingår i släktet Bothynus och familjen Dynastidae. Inga underarter finns listade.